# ياسويوكي كونو

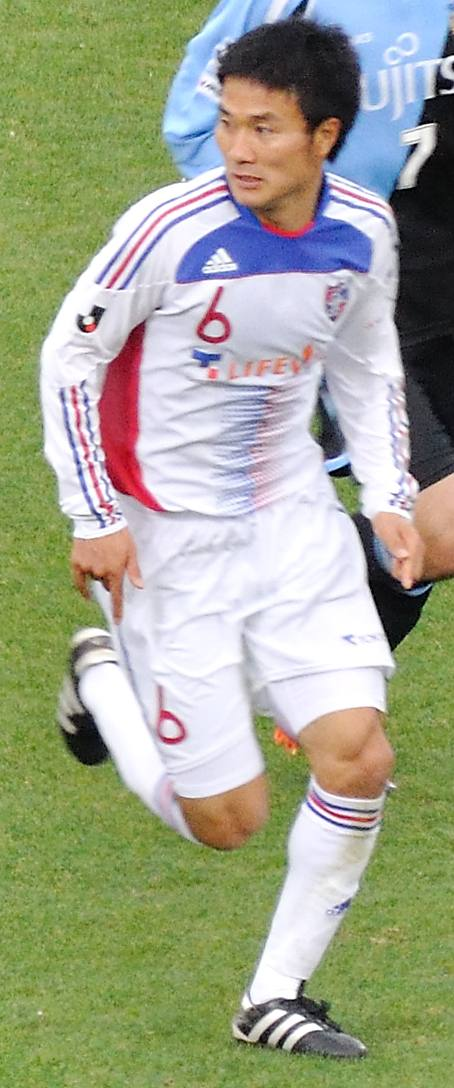
ياسوكوي كونو

ياسوكوي كونو (باليابانية: 今野泰幸؛ بالكانا: コンノ ヤスユキ)، من مواليد 25 يناير 1983 في سينداي في اليابان، لاعب كرة قدم ياباني.
بدأ مسيرته الكروية مع نادي كونسادول سابورو في عام 2001، ولعب معهم حتى عام 2003، وشارك معهم في 65 مباراة وسجل هدفين، ومنذ عام 2004 وهو يلعب مع نادي طوكيو.
و قد بدأ باللعب مع منتخب اليابان لكرة القدم في عام 2005.

## روابط خارجية
- ياسويوكي كونو على موقع الاتحاد الدولي (مؤرشف)  (الإنجليزية)
- ياسويوكي كونو على موقع رابطة كرة القدم اليابانية للمحترفين (اليابانية)
- ياسويوكي كونو على موقع قاعدة بيانات كرة القدم.إي يو (الإنجليزية)
- ياسويوكي كونو على موقع ناشيونال فوتبول تيمز (الإنجليزية)
- ياسويوكي كونو على موقع Soccerbase.com (لاعب) (الإنجليزية)
- ياسويوكي كونو على موقع Soccerway.com (الإنجليزية)
- ياسويوكي كونو على موقع عالم كرة القدم.نت (الإنجليزية)
- ياسويوكي كونو على موقع كووورة
- ياسويوكي كونو على موقع أوليمبيديا (الإنجليزية)
- ياسويوكي كونو على موقع AS.com (الإسبانية)